# Sébastien Chabbert
Pour les articles homonymes, voir Chabbert.
Sébastien Chabbert est un footballeur français, né à Pau le 15 mai 1978. Il évolue au poste de gardien de but.
Formé à l'AS Cannes, il a ensuite joué au Racing Club de Lens, FC Metz, Amiens SC, Charleroi et à l'AS Monaco.

## Carrière
Originaire de Mourenx, Sébastien Chabbert évolue en équipe de jeunes au Pau FC. 
Puis, il rejoint le centre de formation de l'AS Cannes à l'âge de16 ans. Il signe son premier contrat professionnel en 1996. 
La même année, il remporte le championnat d'Europe des moins de 19 ans avec l'équipe de France où il côtoie notamment Thierry Henry, David Trezeguet, Mikaël Silvestre, Nicolas Anelka, ou encore William Gallas.
En 1999, il signe au Racing Club de Lens où il doit y être titulaire mais Guillaume Warmuz reste à Lens donc Sébastien devient sa "doublure". Il joue son premier match pro contre Bordeaux avec une victoire deux buts à un, le 13 mai 2000. 
Prêté ensuite quelques mois à Metz où il joue deux matchs, il retrouve le Racing Club de Lens.
Avec les Lensois, il a la chance de connaître la Champions League, la Ligue 1, de jouer en Coupe de France, en Coupe de la Ligue et de vivre pas mal d’aventures en Coupe d’Europe avec notamment la Coupe Intertoto.
En 2007, alors qu'il lui reste un an de contrat à Lens, Sébastien décide de rejoindre la Picardie en s'engageant avec l'Amiens Sporting Club Football (Ligue 2) pour y devenir titulaire. Lors se première saison, Sébastien joue 37 rencontres.
Mais malheureusement lors de la dernière journée de stage au Touquet en juillet 2008, Sébastien se blesse, luxation de l'épaule droite. Il est indisponible pour une durée de six mois. Il travaille énormément pour revenir à son meilleur niveau. Une fois rétabli, il effectue des matchs avec la CFA2 et en mars, contre Hazebrouck, après un contact avec un joueur, il souffre d'une entaille au niveau du genou gauche : 12 points de suture.
C'est donc une très difficile saison pour Sébastien après ces deux blessures d'autant plus que l'ASC est relégué en National alors qu'il n'a joué aucun match.
En 2009, Sébastien quitte la France pour aller en Belgique, à Charleroi, au Royal Charleroi SC. Il effectue 19 matchs avant de rencontrer quelques pépins physique qui le privent de finir la saison titulaire.
En juillet 2010, Sébastien Chabbert s'engage avec l'AS Monaco où il joue le rôle de doublure de Stéphane Ruffier. Sébastien joue les 6 derniers matchs de la saison pour remplacer Ruffier, blessé aux adducteurs. Il est élu gardien de la 34e journée de championnat grâce à de nombreux arrêts contre le PSG (1-1) le 7 mai 2011. Malgré ses belles prestations, Monaco est relégué en Ligue 2. Le 16 juin 2011, Sébastien prolonge son contrat de 3 ans avec le club de la Principauté et devient titulaire avec le départ de Ruffier à l'AS Saint-Étienne. Mais la saison 2011-2012 se passe mal puisqu'il se blesse au genou au bout de 6 matchs. Opéré par deux fois, il ne retrouve pas les terrains jusqu'à la fin de la saison. Lors des saisons 2012-2013 en Ligue 2 et 2013-2014 en Ligue 1, Sébastien n'a fait aucune apparition sur les pelouses des stades français. Il met un terme à sa carrière professionnelle, longue de 18 ans, en juin 2014.

## Statistiques
| Saison                | Club                  | Championnat           | Championnat | Championnat | Coupe nationale | Coupe nationale | Coupe de la Ligue | Coupe de la Ligue | Compétition(s) continentale(s) | Compétition(s) continentale(s) | Compétition(s) continentale(s) | Total | Total |
| Saison                | Club                  | Division              | M.          | B.          | M.              | B.              | M.                | B.                | Comp.                          | M.                             | B.                             | M.    | B.    |
| 1998-1999             | AS Cannes             | Division 2            | 24          | 0           | 0               | 0               | 2                 | 0                 | -                              | -                              | -                              | 26    | 0     |
| Sous-total            | Sous-total            | Sous-total            | 24          | 0           | 0               | 0               | 2                 | 0                 | -                              | 0                              | 0                              | 26    | 0     |
| 1999-2000             | RC Lens               | Division 1            | 2           | 0           | 0               | 0               | 0                 | 0                 | C3                             | 0                              | 0                              | 2     | 0     |
| 2000-2001             | RC Lens               | Division 1            | 0           | 0           | 0               | 0               | 0                 | 0                 | CI                             | 1                              | 0                              | 1     | 0     |
| 2001-2002             | RC Lens               | Division 1            | 0           | 0           | 0               | 0               | 0                 | 0                 | -                              | -                              | -                              | 0     | 0     |
| 2002-2003             | RC Lens               | Ligue 1               | 0           | 0           | 0               | 0               | 0                 | 0                 | C1+C3                          | 0                              | 0                              | 0     | 0     |
| 2003-2004             | RC Lens               | Ligue 1               | 3           | 0           | 0               | 0               | 1                 | 0                 | C3                             | 1                              | 0                              | 5     | 0     |
| 2004-2005             | RC Lens               | Ligue 1               | 0           | 0           | 2               | 0               | 0                 | 0                 | -                              | -                              | -                              | 2     | 0     |
| 2005-2006             | RC Lens               | Ligue 1               | 2           | 0           | 2               | 0               | 0                 | 0                 | CI+C3                          | 1+1                            | 0+0                            | 6     | 0     |
| 2006-2007             | RC Lens               | Ligue 1               | 0           | 0           | 4               | 0               | 2                 | 0                 | C3                             | 2                              | 0                              | 8     | 0     |
| Sous-total            | Sous-total            | Sous-total            | 7           | 0           | 8               | 0               | 3                 | 0                 | -                              | 6                              | 0                              | 24    | 0     |
| 2000-2001             | FC Metz (prêt)        | Division 1            | 2           | 0           | 1               | 0               | 0                 | 0                 | -                              | -                              | -                              | 3     | 0     |
| Sous-total            | Sous-total            | Sous-total            | 2           | 0           | 1               | 0               | 0                 | 0                 | -                              | 0                              | 0                              | 3     | 0     |
| 2007-2008             | Amiens SC             | Ligue 2               | 37          | 0           | 0               | 0               | 0                 | 0                 | -                              | -                              | -                              | 37    | 0     |
| 2008-2009             | Amiens SC             | Ligue 2               | 0           | 0           | 0               | 0               | 0                 | 0                 | -                              | -                              | -                              | 0     | 0     |
| Sous-total            | Sous-total            | Sous-total            | 37          | 0           | 0               | 0               | 0                 | 0                 | -                              | 0                              | 0                              | 37    | 0     |
| 2009-2010             | Charleroi             | Jupiler League        | 19          | 0           | 1               | 0               | -                 | -                 | -                              | -                              | -                              | 20    | 0     |
| Sous-total            | Sous-total            | Sous-total            | 19          | 0           | 1               | 0               | 0                 | 0                 | -                              | 0                              | 0                              | 20    | 0     |
| 2010-2011             | AS Monaco             | Ligue 1               | 6           | 0           | 0               | 0               | 0                 | 0                 | -                              | -                              | -                              | 6     | 0     |
| 2011-2012             | AS Monaco             | Ligue 2               | 5           | 0           | 0               | 0               | 1                 | 0                 | -                              | -                              | -                              | 6     | 0     |
| 2012-2013             | AS Monaco             | Ligue 2               | 0           | 0           | 0               | 0               | 0                 | 0                 | -                              | -                              | -                              | 0     | 0     |
| 2013-2014             | AS Monaco             | Ligue 1               | 0           | 0           | 0               | 0               | 0                 | 0                 | -                              | -                              | -                              | 0     | 0     |
| Sous-total            | Sous-total            | Sous-total            | 11          | 0           | 0               | 0               | 1                 | 0                 | -                              | 0                              | 0                              | 12    | 0     |
| Total sur la carrière | Total sur la carrière | Total sur la carrière | 100         | 0           | 10              | 0               | 6                 | 0                 | -                              | 6                              | 0                              | 122   | 0     |

## Palmarès
- Vainqueur du Championnat d'Europe des moins de dix-neuf ans en 1996 avec l'équipe de France des moins de 19 ans
- Vainqueur de la Coupe Intertoto en 2005 avec le Racing Club de Lens